# Plazuela de Manuel Ribé

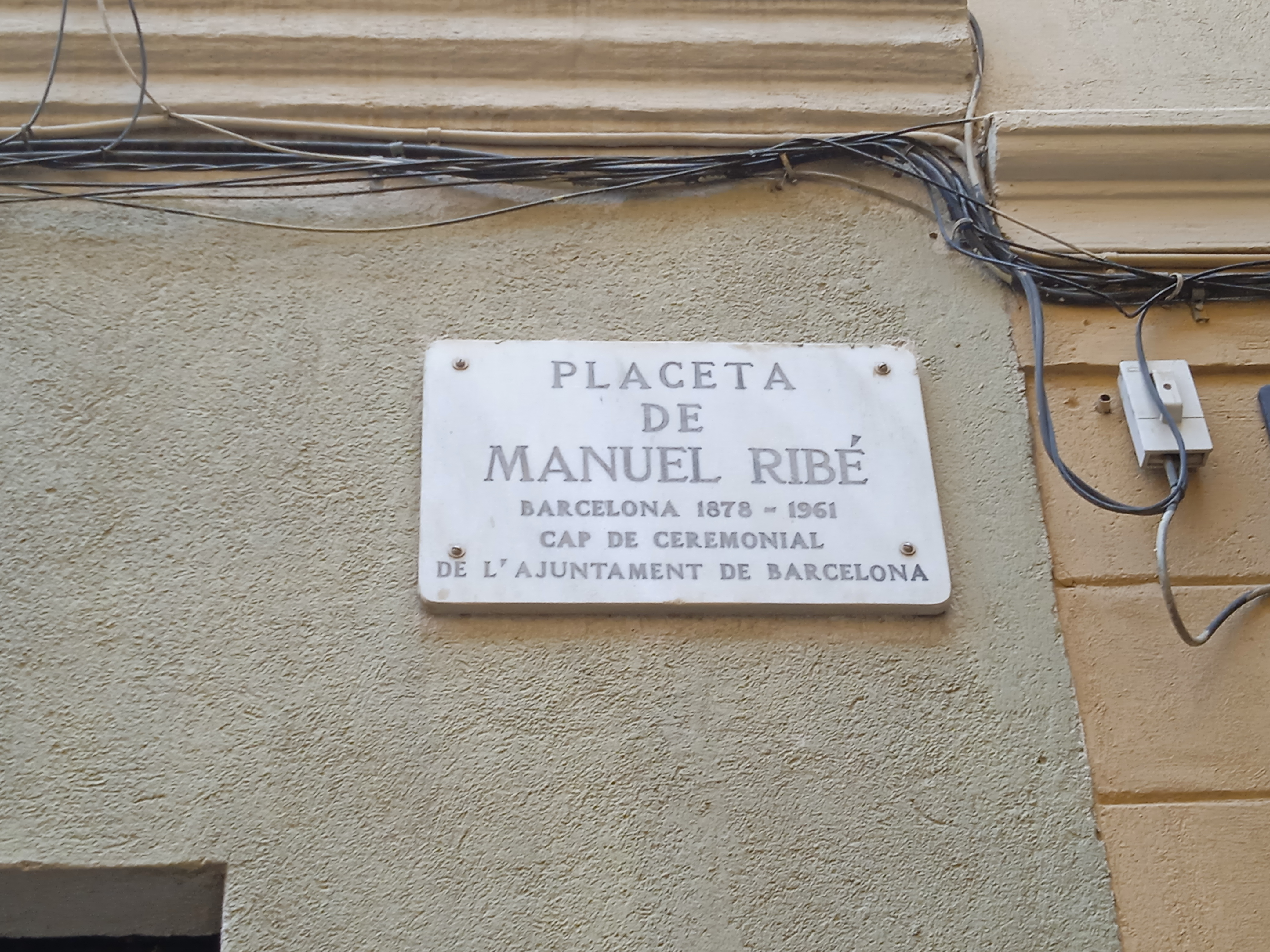
Placa conmemorativa de la plazuela

La Plazuela de Manuel Ribé está situada en el barrio gótico de Barcelona y toma su nombre de Manuel Ribé i Labarta (Barcelona, 1878-1961), el cual fue jefe de ceremonial del Ayuntamiento de Barcelona y de la Guardia Urbana.

## Historia
La plazuela fue creada a consecuencia de la destrucción que provocaron en esta zona las bombas de los aviones italianos durante la Guerra civil española.

## Centro de Interpretación de la Judería
Se trata de un pequeño museo perteneciente al MUHBA, situado en un edificio construido en el siglo XVI, con restos anteriores de los siglos xiii y xiv. Se puede entrar y aprender del material que hay expuesto, de la proyección sobre lo que fue la Judería de Barcelona y de las explicaciones que nos pueden dar en el mostrador de información.